# Staffangymnasiet
Staffangymnasiet, Staffanskolan, är en gymnasieskola i Söderhamns kommun. På gymnasiet finns 12 nationella program samt individuella programmet. Staffangymnasiet har totalt omkring 800 elever och omkring 105 medarbetare.
Skolan bildades 1966 som en efterföljare till Söderhamns högre allmänna läroverk.

## Skollokaler
I dag har en del program lokaler i två närliggande byggnader, medan Byggprogrammet, Fordonsprogrammet och Industriprogrammet samt delvis Individuella programmet finns på Flygstaden, cirka 5 kilometer från centrum. Den gamla delen av skolan, det så kallade A-huset är sedan hösten 2021 under renovering. 

## Staffangymnasiets elevkår
Staffangymnasiet har en aktiv elevkår, ansluten till Sveriges elevkårer. Bland annat arrangerar elevkåren temadagar, poängjakter, utklädseldagar och andra aktiviteter som eleverna kan delta i. Elevkårens emblem är en blå enhörning. 2021 består styrelsen av ordförande Smilla Löfstrand.

## Galleri

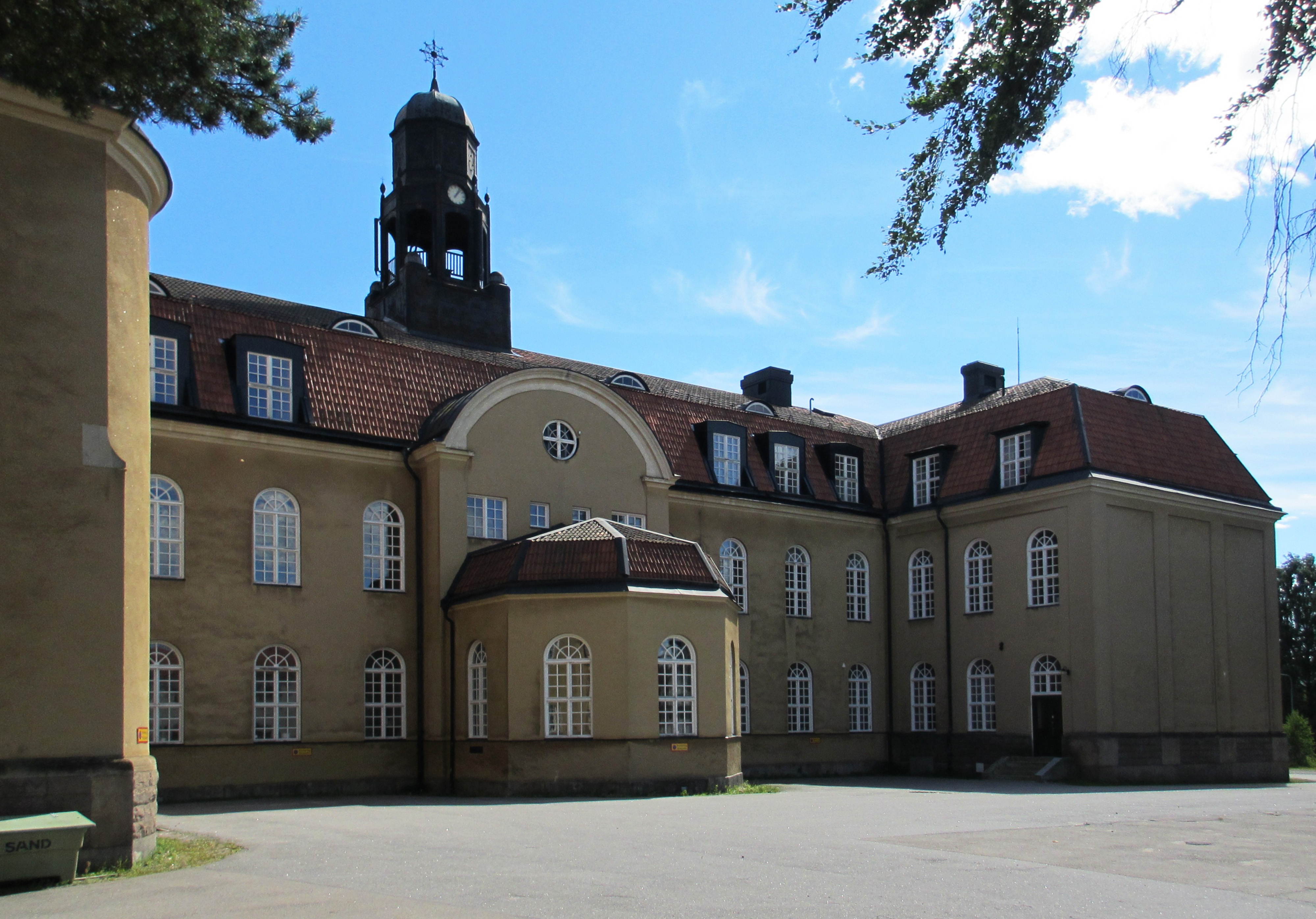
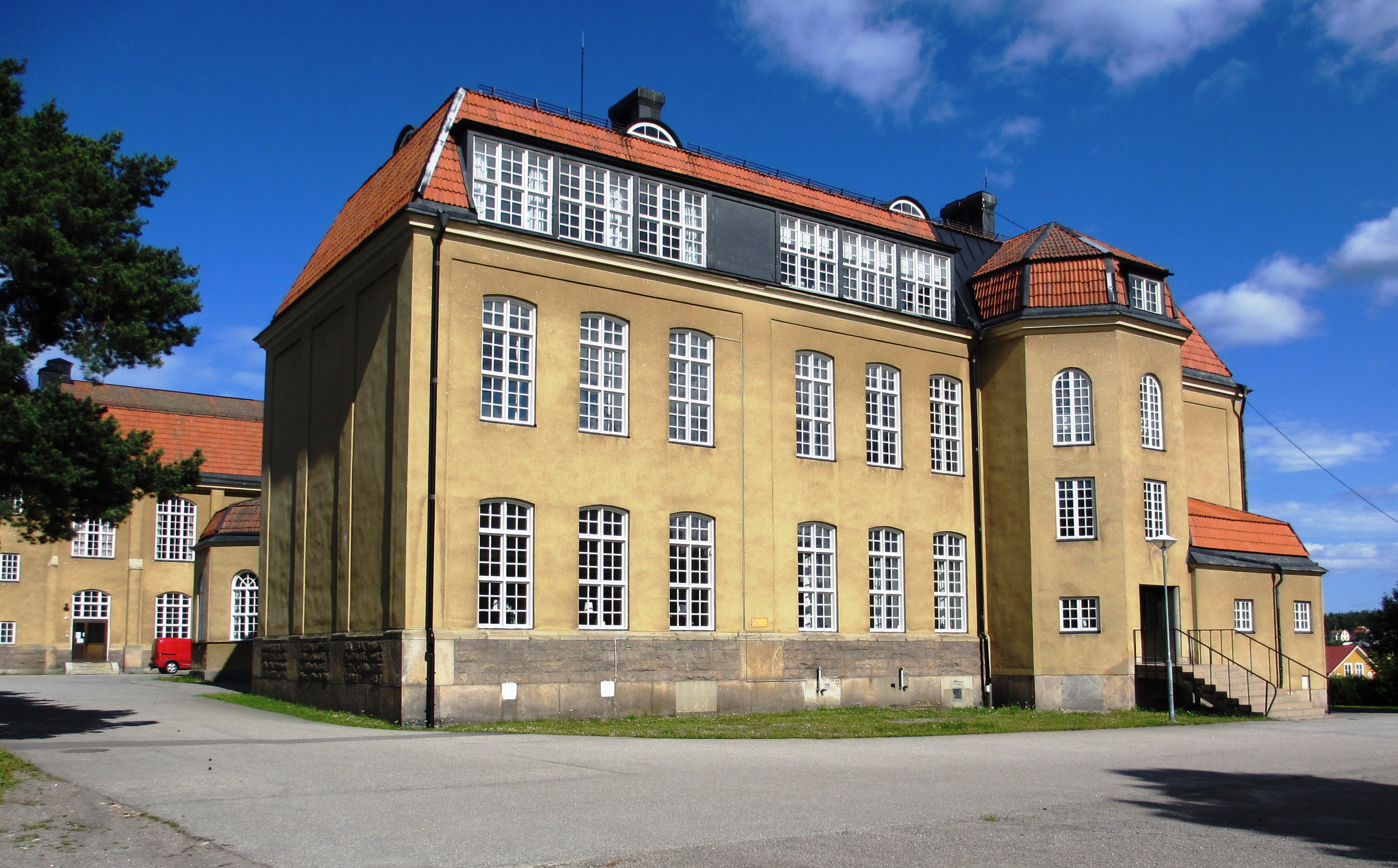
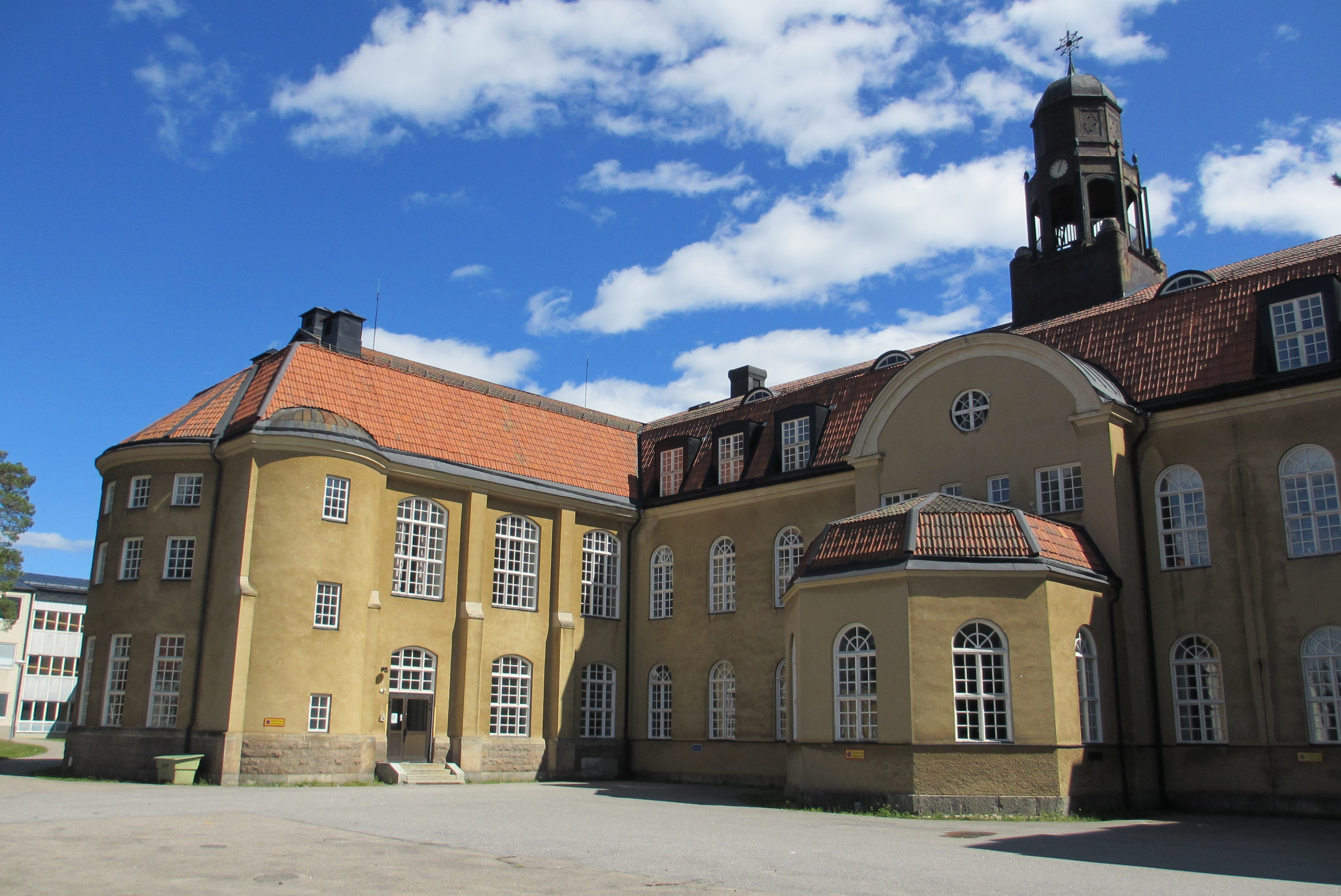
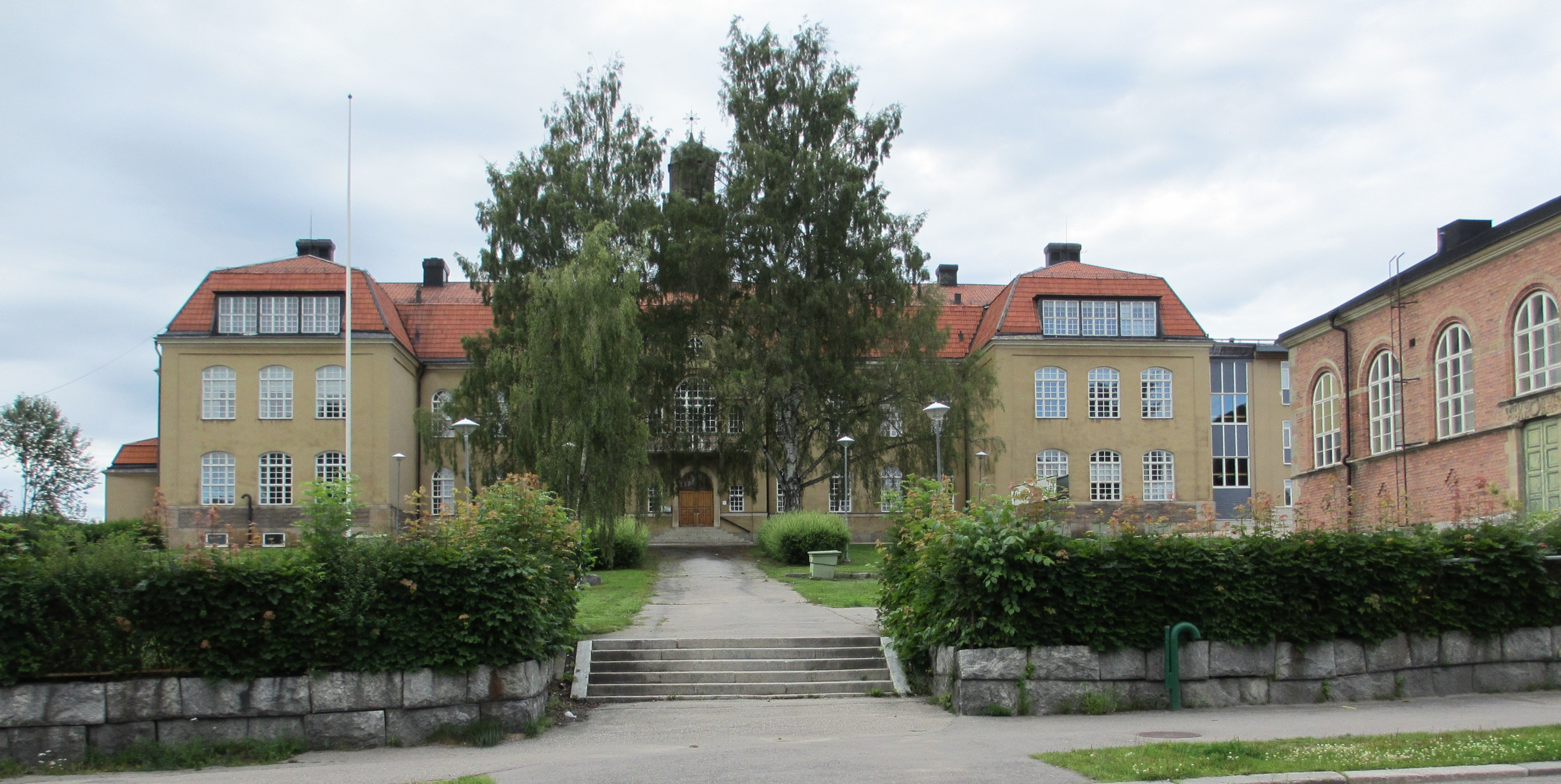
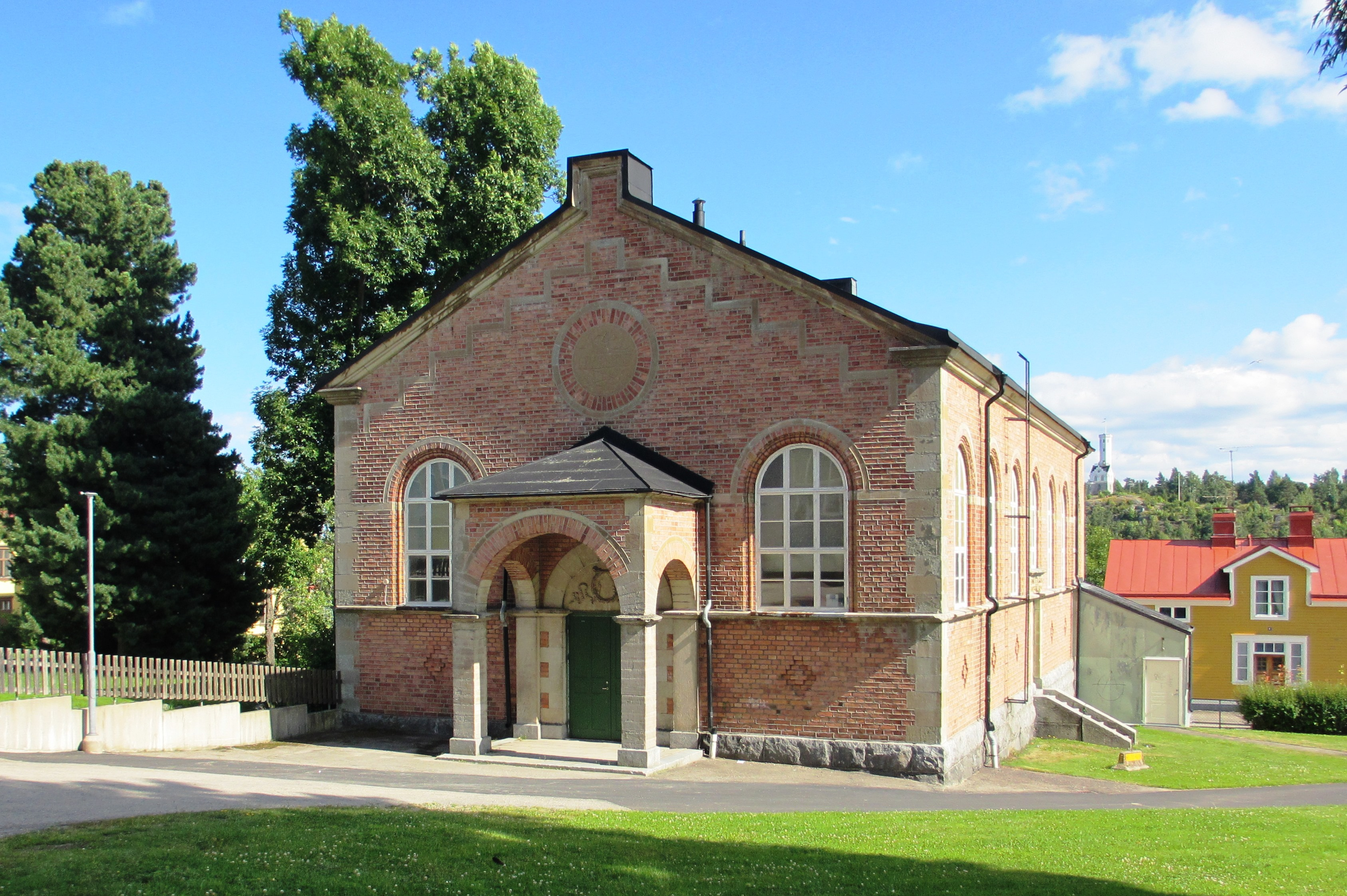

## Rektorer
- Sven Hultcrantz
- Ann-Charlotte Låks
- Fredrik Lindqvist